# Senés
Senés község Spanyolországban, Almería tartományban. Lakosainak száma 278 fő (2024).

## Földrajza
Senés Tabernas, Velefique, Sierro, Laroya és Tahal községekkel határos.

## Népesség
A település lakosságának változását az alábbi diagram mutatja:
| Lakosok száma | 323  | 314  | 331  | 354  | 331  | 320  | 322  | 295  | 291  | 278  |
|               | 2001 | 2004 | 2006 | 2009 | 2011 | 2014 | 2016 | 2019 | 2021 | 2024 |